# Oscar López (productor)
Oscar López (1940 en Argentina - 27 de julio de 2023) fue un productor y mánager argentino. Es conocido por haber fundado el sello discográfico Sazam Records y ser el creador de la campaña Rock en tu idioma.

## Reseña biográfica
Oscar López inició como empresario musical en 1968, cuando empezó a producir los shows en vivo de varios grupos argentinos, entre los que estaban Arco Iris, una agrupación de reciente creación. En los años 70 fue mánager de Sui Generis y La Máquina de Hacer Pájaros, además organizó las giras de varias bandas de rock como Pappo’s Blues, El Reloj y Crucis.
En 1978 fundó junto con Billy Bond Sazam Records —subsello de Music Hall— donde grabaron Serú Girán, Nito Mestre y los Desconocidos de Siempre, León Gieco, Pastoral y Miguel Mateos/Zas.
Luego de desarrollar varios proyectos artísticos en Argentina, el productor viajó a México, en donde en 1986 impulsó la campaña llamada Rock en tu idioma, firmando a grupos como Maldita Vecindad, Los Amantes de Lola, Fobia, Caifanes, entre otros. Además de producir para bandas y cantantes de rock, López también trabajó con figuras de la balada pop como Mijares, José José y Thalía.